# Express.js
Express.js ist ein serverseitiges Webframework für die JavaScript-basierte Plattform Node.js. Es erweitert Node.js um Werkzeuge, mit denen das Entwickeln moderner Webanwendungen einfacher gestaltet wird.

## Architektur
Eine Express.js-Anwendung besteht zumindest aus der Datei app.js, in welcher Middleware und Controller registriert und der Webserver gestartet wird.
Einer Client-Anfrage (HTTP-Request) können im Router eine oder mehrere Requesthandler zugewiesen werden. Für die Zuweisung zwischen Anfrage und Requesthandler stellt Express.js Weiterleitungs-Werkzeuge zur Verfügung.
Werden einer Anfrage mehrere Requesthandler zugewiesen, so werden diese nacheinander ausgeführt; jeder dieser Requesthandler ist ein für sich genommen neutrales Programm.
Ein Requesthandler akzeptiert dabei drei Parameter:
- das Anfrageobjekt
- das Antwortobjekt
- den nächsten unter dieser Anfrage abzuarbeitenden Requesthandler.

Durch diese modulare Architektur lassen sich Prozesse, welche oft ausgeführt werden müssen, z. B. Authentifizierungslogiken, vor Abhandlung eines Prozesses einschieben.
Um JavaScript-Konventionen fortzusetzen, wird Express.js oft in Kombination mit NoSQL-Datenbanken wie MongoDB verwendet. Eine etablierte Kombination von Technologien, in welcher Express.js eingesetzt wird, nennt sich MEAN und steht für MongoDB, Express.js, Angular.js und Node.js.

## Beispiele

### app.js
Dieser Code startet einen Webserver, der auf Port 3000 hört.
```
const
 
express
 
=
 
require
(
'express'
)

const
 
app
 
=
 
express
()

const
 
server
 
=
 
app
.
listen
(
3000
,
 
function
 
()
 
{

    
const
 
host
 
=
 
server
.
address
().
address

    
const
 
port
 
=
 
server
.
address
().
port

    
console
.
info
(
`Example app listening at http://
${
host
}
:
${
port
}
`
)

})

```

### router.js
Dieser Code weist der Anfrage ‘/’  einen Requesthandler zu.
```
const
 
express
 
=
 
require
(
'express'
)

const
 
app
 
=
 
express
()
 
// Respond with "Hello World" when a GET request is made to the homepage

app
.
get
(
'/'
,
 
function
 
(
request
,
 
response
)
 
{

    
response
.
send
(
'Hello World'
)

})

```

### Middlewares
Es gibt viele Möglichkeiten Middlewares in Express.js zu nutzen. Eine ist, mehrere Requesthandler an eine Client-Anfrage zu binden. Dieser Code zeigt, wie eine Authentifizierungslogik vor den vom Client geforderten Prozess eingeschoben wird.
```
app
.
get
(
'/adminArea'
,
 
authentication
(
request
,
 
response
,
 
next
),
 
showAdminArea
(
request
,
 
response
))

```

## Projekte
Projekte, die mit Express realisiert wurden:
- Myspace
- LearnBoost
- Storify
- Geekli.st
- Klout
- Prismatic
- StudyNotes
- Persona
- Countly
- Segment.io
- Yummly
- Koding
- Apiary.io
- Cozy
- FlyLatex
- SimpleSet
- Ghost
- LogHuman
- VogueVerve
- Glip